# 小泡巨鼠
小泡巨鼠（学名：Leopoldamys edwardsi）为鼠科長尾大鼠屬物種，分布于中国、印度、印尼、老挝、马来西亚、缅甸、泰国和越南。在中国大陆，該物種分布于广西、陕西、贵州、安徽、云南、四川、海南、广东、福建、浙江、湖南等地，多见于林灌丛、田野。该物种的模式产地在福建西部山地，可能是挂墩。

## 亚种
- 小泡巨鼠指名亚种（学名：Leopoldamys edwardsi edwardsi），Thomas于1882年命名。在中国大陆，分布于广西、广东、安徽、福建、浙江、湖南等地。该物种的模式产地在福建西部山地（可能是挂墩）。[2]
- 小泡巨鼠四川亚种（学名：Leopoldamys edwardsi gigas），Satunin于1903年命名。在中国大陆，分布于陕西、贵州、云南、四川等地。该物种的模式产地在四川。[3]
- 小泡巨鼠海南亚种（学名：Leopoldamys edwardsi hainanensis），Wu et Yu于1985年命名。在中国大陆，分布于海南等地。该物种的模式产地在海南坝王岭、吊罗山。[4]